# Adlène Boutnaf
 (février 2021).
Adlène Boutnaf (en arabe : عدلان بوتناف) est un footballeur algérien né le 23 février 1984 à Hussein Dey dans la wilaya d'Alger. Il évolue au poste de défenseur.

## Biographie
Adlène Boutnaf évolue en première division algérienne avec les clubs du CR Belouizdad, du NA Hussein Dey, et de l'AS Khroub. Il dispute un total de 57 matchs en première division, inscrivant trois buts.

## Palmarès
RC Arbaâ
- Championnat d'Algérie D2 :
  - Vice-champion : 2012-13.